# 俄罗斯无产阶级作家协会
俄罗斯无产阶级作家协会（俄语：Российская ассоциация пролетарских писателей, РАПП，或简称“拉普”）是1925年1月苏联成立的官方创意联盟之一。协会目的为“以党的名义教训”，以意识形态为由积极鼓励对文学进行审查。首批挞伐目标包括叶夫根尼·伊万诺维奇·扎米亚京和鲍里斯·安德烈耶维奇·皮利尼亚克。该协会因热衷于攻击不符合其对苏维埃作家所定标准的作家而臭名昭著。其他攻击目标中既包括支持布尔什维克的作家，也包括反对布尔什维克的作家，如：米哈伊尔·阿法纳西耶维奇·布尔加科夫、弗拉基米尔·弗拉基米罗维奇·马雅可夫斯基、马克西姆·高尔基、阿列克谢·尼古拉耶维奇·托尔斯泰。首任主席为亚历山大·亚历山大罗维奇·法捷耶夫。其他成员包括德米特里·安德烈耶维奇·富尔马诺夫。机关刊物为《十月》。作家利奥波德·阿维尔巴赫亦曾担任该组织领导人。
1932年4月，联共（布）中央通过关于“改组文学团体”的决议，宣布取消“拉普”，解散所有文学团体和派别，成立全苏单一的苏联作家协会，各文艺团体也照此办理。